# Tarka

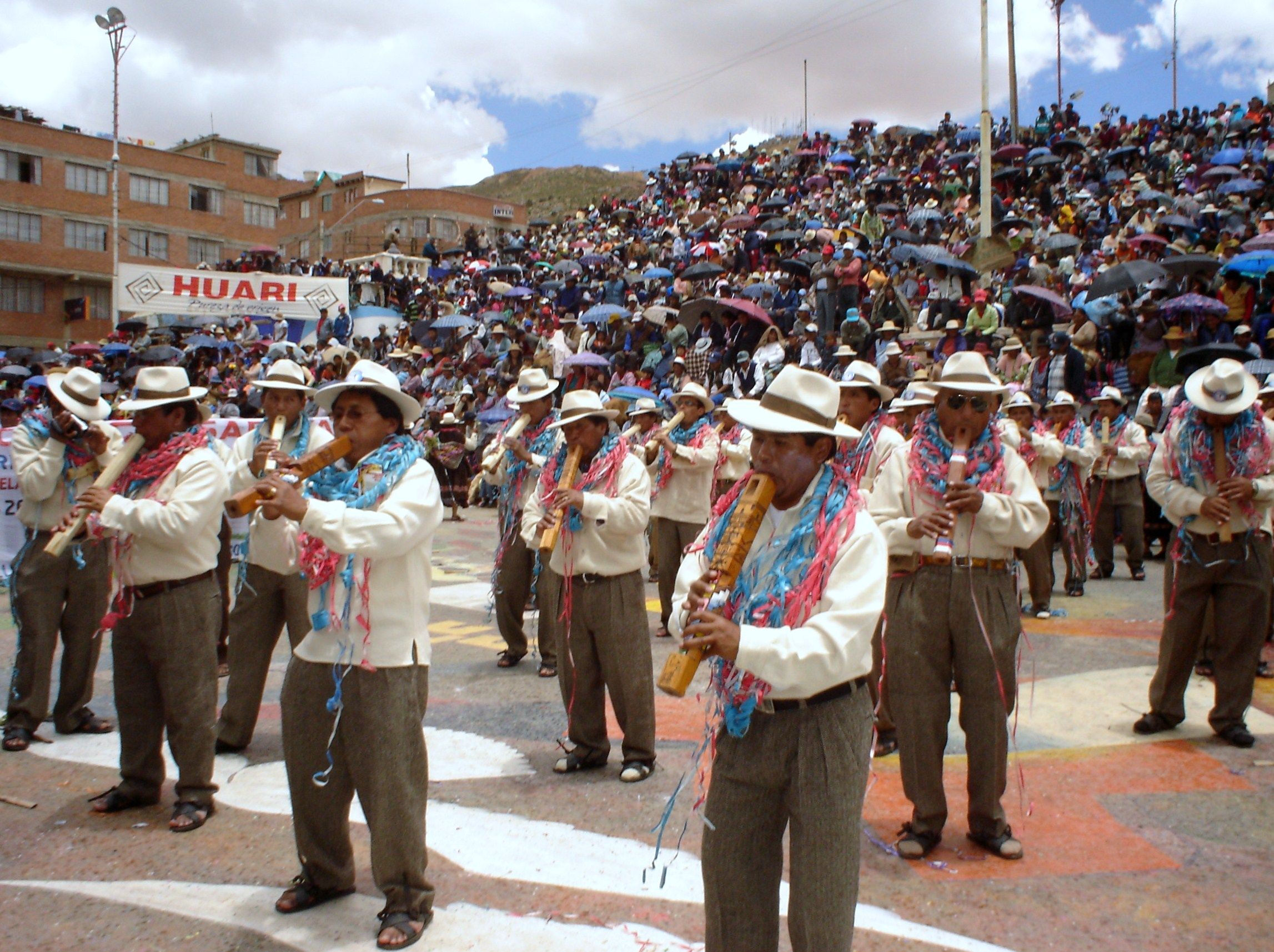
Una agrupación ejecutando una tarkeada durante el Carnaval de Oruro de 2010.

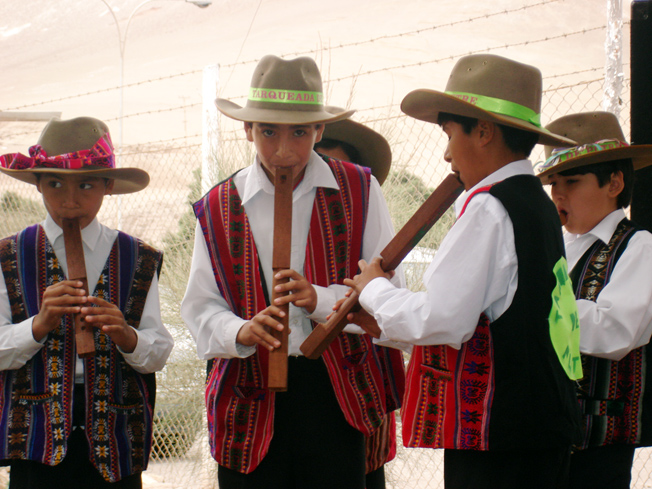
Niños ejecutando una tarkeada.

La tarka (en quechua: tarqa) es un instrumento originario de los Andes. Por lo general está hecho de madera y tiene 6 orificios para los dedos y un orificio extra en la parte inferior.

## Origen
El origen de la tarka se remonta a la época precolombina, más específicamente al período de señoríos o reinos, en los asentamientos aymaras de Carangas, Qhapachata y Pampa Aullagas, asentamientos importantes del Reino Aymara de Carangas, en el actual departamento boliviano de Oruro. Tras la desintegración de Tiahuanaco,sus expresiones musicales se dispersaron por los señoríos, siendo una de estas el Pinkillo o Pincullo, dando así variaciones regionales de pinkillos en diversos señoríos del Altiplano boliviano.
En la región del señorío de Carangas, se presenta como variación, el pinkillo de Qhapachata, siendo este la base de construcción de la tarka, este pinkillo evolucionaría a la tarka, teniendo similitudes pero con una musicalidad diferente, la evolución del pinkillo a la tarka, se daría en las localidades de Pampa Aullagas (Borrás, 2010) y Curahuara de Carangas, lugares donde hasta hoy, se seguiría llamando "Pincullo", esto queda plasmado en las palabras de los nativos, tal es el caso de los Chipayas, que hasta hoy denominan a las tarkas "tar pinkayllu" , según algunos documentos de Bolivia del año 1930, en las regiones del Sur de Oruro (Qhapachata, Pampa Aullagas, etc.) se seguirían construyendo tarkas de caña, mientras que el material característico de construcción en el Norte de Oruro más específico en Curahuara, llegaría a ser la madera, dando así a entender la evolución del pinkillo en estos lugares.

## Descripción general
La tarka (del idioma aimara, tarqa), es una flauta vertical ortoédrica de madera de una sola pieza. En el sector medio lleva los seis agujeros para los dedos, sin portavoz. Tiene una extensión de aproximadamente dos octavas, y su longitud va desde los 20 a casi los 60 cm. Su dispersión abarca Bolivia, Perú, el norte de Argentina y el Norte Grande de Chile.
González Bravo dice que: «El timbre de la tarka, aterciopelado y tierno, expresa tan elocuentemente las melodías en modo pentatónico que bien las podríamos llamar melodías de Tarka.»
Los instrumentos que se construyen con fines turísticos, como recuerdos, suelen tener bellos tallados y pinturas ricos en colores, y suele también verse ese tipo de trabajos en los instrumentos fabricados para ser ejecutados, aunque también es muy común que no lleven ningún adorno...

## Celebraciones
Es un muy importante instrumento de la anata andina.  
También del carnaval boliviano. 
Hay una versión argentina, muy similar, llamada anata, que suele tocarse en la zona de Jujuy, aunque en los últimos años, producto de la importante influencia cultural que ejerce Bolivia en la música andina de la zona, ésta ha perdido terreno a manos de la más extendida tarka—, siendo uno de los más utilizados en estas fiestas por su sonido voluminoso y alegre.
Se forman grupos para tocar tarkeadas en distintas afinación con intervalos de cuartas, quintas y octavas lo que confiere un sonido muy particular a la tarkeada, ya que una misma digitación es repetida por los normalmente dos o tres grupos de tarkas. A esto hay que sumar el particular estilo de interpretación que tiene la tarka —la tarka debe "llorar" cuando suena—, y las pequeñas diferencias de afinación habituales entre los distintos instrumentos artesanales reunidos en cualquier tarkeada.

## Musicalidad
Las afinaciones más usadas son las de la, do y mi bemol. También hay ejemplares en do sostenido.
La ejecución de las tarkas se realiza en grupos llamados "tropas de músicos" que pueden alcanzar los 30 o 40 integrantes, quienes acompañan con instrumentos de percusión como bombos, tarolas o platillos, según la danza que se ejecuten. Generalmente las tropas de tarkas acompañan a comparsas de bailarines en las fiestas patronales, aunque en mayor medida acompañan a las danzas en la fiesta de carnavales, siendo uno de los instrumentos más utilizados en varias regiones de los andes del sur peruano, del occidente boliviano, el norte chileno y el  norte argentino.

## Variedad
En el Perú se conocen tres tipos de tarkas según su longitud. La más larga lleva el nombre de licu o tayca, la tarka de tamaño mediano lleva el nombre de mala o malta y finalmente la tarka más pequeña lleva el nombre de ch´illi o anata.

## Cultura popular
El grupo de rock folck progresivo Los Jaivas, en su disco homónimo de 1975, tiene un sencillo instrumental muy reconocido llamado "Tarka y Ocarina", donde lleva su música rock a un nivel sinfónico y progresivo muy elevado. El disco es considerado uno de los mejores en la historia del rock latinoamericano.